# Basso albertino

Le prime battute della Sonata per pianoforte K 545 di Wolfgang Amadeus Mozart.

Il basso albertino è un particolare tipo di accompagnamento, spesso usato nell'epoca classica, e talvolta in quella romantica. Il nome deriva dal compositore Domenico Alberti (1710–1740), il quale lo utilizzò ampiamente nelle sue opere, anche se la sua introduzione si deve in realtà a Franz Anton Maichelbeck nel 1736.
Il basso albertino è una sorta di accordo spezzato, ovvero arpeggiato, le cui note sono eseguite ciclicamente nell'ordine: bassa, alta, media, alta secondo la loro altezza. Questo modello di accompagnamento contribuisce, soprattutto nel pianoforte, a creare un sottofondo liscio, sostenuto e scorrevole. Esso si presenta anche in figurazioni differenti. Ad esempio, in una triade sul primo grado, tonica, quinta, ottava, terza, oppure con l'alternanza tra bicordo tonica-terza e quinta.
Lo si può ritrovare tipicamente nella mano sinistra delle composizioni per strumenti a tastiera di Mozart, ad esempio la famosa Sonata per pianoforte n. 16 (KV 545), ma anche in composizioni per altri strumenti.